# Reinhardtia paiewonskiana
Reinhardtia paiewonskiana är en enhjärtbladig växtart som beskrevs av Read, Zanoni och M.M.Mejía. Reinhardtia paiewonskiana ingår i släktet Reinhardtia och familjen Arecaceae. Inga underarter finns listade i Catalogue of Life.

## Bildgalleri

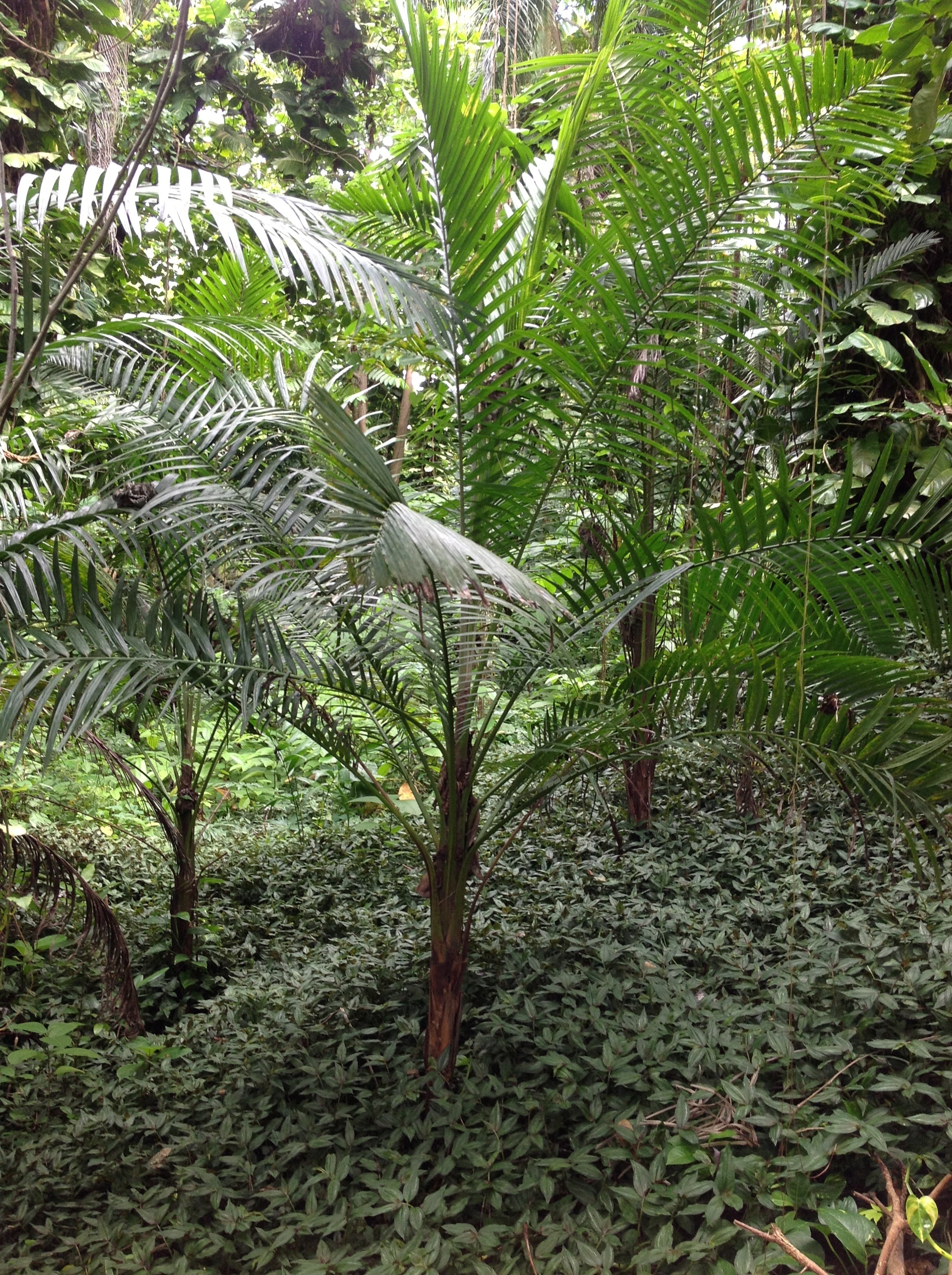